# Holenderski koń gorącokrwisty
Holenderski koń gorącokrwisty – jedna z ras nowoczesnego, sportowego konia gorącokrwistego średniej wielkości. Rasa ta ma kilka odmian m.in. wierzchową i zaprzęgową. Rasa stworzona w stosunkowo krótkim czasie zalicza się do czołówki sportu międzynarodowego i cieszy się ogromnym uznaniem. Często spotyka się nazwę KWPN co jest skrótowcem od Koninklijk Warmbloed Paard Nederland.

## Rys historyczny
Holenderski koń gorącokrwisty pochodzi od niezbyt dużych, ciężkich koni zimnokrwistych. Stare holenderskie rasy Groninger (ciężki koń gorącokrwisty) i Gelderländer (koń roboczy i zaprzęgowy), stały się rasami wyjściowymi dla współczesnego gorącokrwistego konia holenderskiego. Ich dzielność poprawiano poprzez dolewkę krwi szlachetnej. Klacze najczęściej pochodziły od gelderländerów i groningerów, z kolei ogiery od innych ras gorącokrwistych, np. z Niemiec. W hodowli wykorzystywano najczęściej konie pełnej krwi angielskiej oraz francuskie konie normandzkie. Podczas hodowli w latach 60. XX wieku użyto znacznej liczby ogierów pełnej krwi i koni holsztyńskich oraz kilku koni rasy Selle français. W tworzeniu rasy brały też współudział trakeny i hanowery. Celem hodowli było stworzenie rasy do ujeżdżania, skoków i zaprzęgów.

## Podział
Jest kilka kierunków, zgodnie z którymi hoduje się KWPN:
- grupa koni wierzchowych i sportowych[2], do której należy też podgrupa koni przeznaczonych do skoków i dresażu[2]
- sekcja koni przeznaczonych do zaprzęgów (nazwa odmiany Tuigpaard lub Harness)[2].
- odmiana podstawowa (goldery)[2].

Oprócz tego hodowane  w Ameryce Północnej hodowane są jeszcze huntery, które są podgrupą należącą do sekcji konia wierzchowego.

## Pokrój
Eksterier holenderskiego konia gorącokrwistego jest podobny do niemieckich sportowych koni gorącokrwistych, choć holenderskie są od niemieckich nieco lżejsze. Konie te posiadają dobrze uformowaną, długą szyję, na której osadzona jest masywna głowa. Konie posiadają doskonałe - jak na potrzeby sportu jeździeckiego - łopatki. Klatka piersiowa tych koni ma poprawną szerokość i głębokość, a grzbiet jest silny. Osobniki tej rasy mają bardzo dobrze umięśniony zad.
Kończyny holenderskiego konia gorącokrwistego są solidne, z dużymi kopytami o miękkim rogu, bez szczotek pęcinowych. Mechanika ruchu u koni jest dobra. Konie mają wspaniałą skoczność.
Wysokość w kłębie wynosi od 160 lub 165 do 175 centymetrów.

## Umaszczenie
Występuje we wszystkich maściach. Najczęstszymi umaszczeniami są gniade, kasztanowate i siwe. 

## Użytkowość
Hodowla jest prowadzona w kierunku dzielności wierzchowej. Hoduje je się w celu ujeżdżeniowym, do skoków i zaprzęgów. Ponadto hoduje się odmiany wyścigowe gelder i huntery w Ameryce Północnej. Rasa zaliczana jest do czołówki międzynarodowego sportu jeździeckiego, zwłaszcza w skokach przez przeszkody. Konie znane są z łagodnego temperamentu. Są chętne do pracy, posłuszne i zrównoważone psychicznie. Uważa się je za łatwe do jazdy.

## Występowanie
Holenderskie konie gorącokrwiste występują głównie w Holandii, Belgii i Ameryce Północnej, ale rozpowszechnione są na całym świecie.  

## Ośrodki hodowli
Związek hodowców holenderskich koni gorącokrwistych (niderl. Koninklijk Warmbloed Paardenstamboek Nederland) ma około 25 tysięcy członków. Prowadzi on rygorystyczną kontrolę wartości użytkowej zwierząt. Szczególną uwagę przykłada się do zdrowia, wyglądu i charakteru osobników. W przypadku rasy KWPN jednolity wzorzec rasy nie jest priorytetem.
Zwierzęta przechodzą kilkustopniową selekcję, są oceniane (również na podstawie potomstwa) i rejestrowane. Ogiery nie otrzymują licencji hodowlanej dożywotnio i powinny wykazać się sukcesami sportowymi.   
Koń hodowany jest głównie w Holandii i Belgii. W Polsce hodowla znajduje się m.in. w Michałowie na Podlasiu oraz w okolicach Włocławka.

## Przedstawiciele
Do przedstawicieli holenderskiego konia gorącokrwistego należny Ideaal, na którym jeździł Sven Rothenberger i w roku 1994 na światowych igrzyskach jeździeckich w Hadze zdobył brązowy medal w dresażu. Innym koniem o doskonałych wynikach jest Marius, na którym jeździła Caroline Bradley.